# Роуз-Сіті (Техас)
Роуз-Сіті (англ. Rose City) — місто (англ. city) в окрузі Орандж, штат Техас, США. Населення — 326 осіб (2020).

## Географія
Розташоване на сході Техасу за 7 км на схід від міста Бомонт. Є частиною агломерації Бомонт — Порт-Артур.
Роуз-Сіті розташований за координатами 30°6′23″ пн. ш. 94°3′1″ зх. д. / 30.10639° пн. ш. 94.05028° зх. д. (30.106480, -94.050213).  За даними Бюро перепису населення США в 2010 році місто мало площу 4,50 км², з яких 3,92 км² — суходіл та 0,59 км² — водойми.

## Демографія
Згідно з переписом 2010 року, у місті мешкали 502 особи в 197 домогосподарствах у складі 141 родини. Густота населення становила 111 осіб/км².  Було 222 помешкання (49/км²).
Расовий склад населення:
| - 92,4 % — білих - 0,8 % — чорних або афроамериканців - 0,2 % — вихідців з тихоокеанських островів - 0,2 % — корінних американців - 3,6 % — осіб інших рас |

До двох чи більше рас належало 2,8 %. Частка іспаномовних становила 14,1 % від усіх жителів.
За віковим діапазоном населення розподілялося таким чином: 21,3 % — особи молодші 18 років, 61,4 % — особи у віці 18—64 років, 17,3 % — особи у віці 65 років та старші. Медіана віку мешканця становила 40,9 року. На 100 осіб жіночої статі в місті припадало 97,6 чоловіків;  на 100 жінок у віці від 18 років та старших — 95,5 чоловіків також старших 18 років.
Середній дохід на одне домашнє господарство  становив 61 815 доларів США (медіана — 45 875), а середній дохід на одну сім'ю — 68 461 долар (медіана — 49 167). Медіана доходів становила 37 500 доларів для чоловіків та 38 125 доларів для жінок. За межею бідності перебувало 9,1 % осіб, у тому числі 0,0 % дітей у віці до 18 років та 13,1 % осіб у віці 65 років та старших.
Цивільне працевлаштоване населення становило 195 осіб. Основні галузі зайнятості: роздрібна торгівля — 22,6 %, будівництво — 22,1 %, виробництво — 20,5 %.